# Odo van Cluny

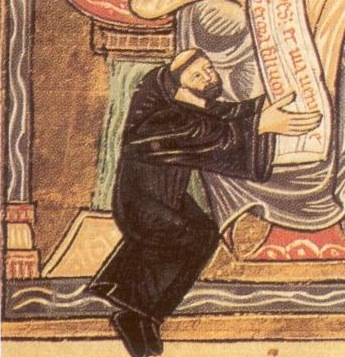
Odo van Cluncy

Odo van Cluny, Odon de Cluny, Eudes de Cluny (Tours, 879 - Tours, 18 november 942) was van 927 tot 942 de tweede abt van de Abdij van Cluny. Onder zijn abbatiaat bereikte Cluny haar eerste bloei.
Odo was de zoon van de feodale heer van Deols, nabij Le Mans, en kreeg zijn eerste onderricht aan het hof van Willem I van Aquitanië. Hierna studeerde hij in Parijs onder de leiding van Remigius van Auxerre. Rond 909 werd hij monnik en uiteindelijk overste van de kloosterschool van Baume-les-Messieurs. De abt van deze school, Berno, stichtte de Abdij van Cluny in 910. Odo volgde hem naar Cluny en nam zijn boeken mee. Hij werd abt van Cluny na de dood van Berno in 927.
Honderden kloosters werden aan de beweging van Cluny geschonken. Odo schreef het eerste heiligenleven over een niet-geestelijke, te weten graaf Geraldus van Aurillac.
Hij was ook bekend als componist en hij schreef over muziektheorie. Odo wordt als heilige vereerd. Zijn feestdag is 18 november.